# Baseball aux Jeux panaméricains de 2019
Navigation
2015 2023
Les compétitions de baseball aux Jeux panaméricains de 2019 ont lieu du 29 juillet au 4 août 2019 à Lima, au Pérou.

## Médaillés
| Épreuves         | Or | Argent | Bronze |
| ---------------- | --- | --- | --- |
| Tournoi masculin | Porto Rico Fernando Cabrera Freddie Cabrera Luis Cintrón Fernando Cruz Jeffrey Domínguez Bryan Escanio Edwin Gómez Jay González Andrés López Kevin Luciano Brahiam Maldonado Iván Maldonado Miguel Martínez Ozzie Martínez Luis Mateo Efraín Nieves Jorge Padilla José Rivera César Rivera Wilfredo Rodríguez Orlando Román Ramesis Rosa Giovanni Soto Kevin Torres | Canada Ben Abram Phillippe Aumont Jordan Balazovic Eric Cerantola Michael Crouse Wes Darvill RJ Freure Tyson Gillies Dustin Houle Edouard Julien Ryan Kellogg Jordan Lennerton Chris Leroux Jonathan Malo Will McAffer Dustin Molleken Connor Panas Tristan Pompey Jordan Procyshen Jasvir Rakkar Scott Richmond Evan Rutckyj Rene Tosoni Eric Wood | Nicaragua Benjamín Alegría Luis Alen Isaac Benard Jimmy Bermúdez Dwight Britton Jorge Bucardo Wilber Bucardo Jilton Calderón Darrel Campbell Ofilio Castro Berman Espinoza Rafael Estrada Fidencio Flores Jesús Garrido Ernesto Glasgon Elías Gutiérrez Wilton López Gustavo Martínez Marvin Martínez Edgard Montiel Javier Robles Junior Téllez Norlando Valle Wuillians Vasquez |